# Vinterfavoriten
Vinterfavoriten är ett årligt travlopp för 2-åriga varmblodstravare som körs i december på Solvalla i Stockholm. Loppet körs sedan 2011 över medeldistans (2140 meter) med autostart (bilstart). Loppet har körts varje år sedan 1979, och har idag en prissumma på 200 000 kronor i förstapris vilket gör loppet till ett av de större tvååringsloppen på svensk mark.

## Vinnare
| År   | Häst              | Kusk             | Tränare            | Odds  | Tid    | Distans |
| ---- | ----------------- | ---------------- | ------------------ | ----- | ------ | ------- |
| 2021 | Coquaholy         | Örjan Kihlström  | Roger Walmann      | 10,61 | 1.14,8 | 2140    |
| 2020 | Indigo Sisu       | Ulf Ohlsson      | Petri Salmela      | 39,15 | 1.15,7 | 2140    |
| 2019 | Florist           | Kevin Oscarsson  | Jim Oscarsson      | 10,04 | 1.16,5 | 2140    |
| 2018 | Belker            | Torbjörn Jansson | Sten O. Jansson    | 1,42  | 1.14,6 | 2140    |
| 2017 | Global Withdrawl  | Erik Adielsson   | Svante Båth        | 1,65  | 1.16,9 | 2140    |
| 2016 | Staro Lochlyn     | Erik Adielsson   | Svante Båth        | 4,49  | 1.16,3 | 2140    |
| 2015 | Undine            | Örjan Kihlström  | Catarina Lundström | 1,91  | 1.15,5 | 2140    |
| 2014 | Cupido Sisu       | Örjan Kihlström  | Petri Salmela      | 7,48  | 1.15,6 | 2140    |
| 2013 | Snow Flake Goj    | Torbjörn Jansson | Sten O. Jansson    | 33,75 | 1.17,2 | 2140    |
| 2012 | Västerbo Loveboat | Erik Adielsson   | Svante Båth        | 1,90  | 1.16,0 | 2140    |
| 2011 | Dreams Take Time  | Örjan Kihlström  | Jim Oscarsson      | 1,39  | 1.16,1 | 2140    |
| 2010 | Go Green Pellini  | Ulf Ohlsson      | Svante Båth        | 2,46  | 1.14,7 | 1640    |
| 2009 | Song Glider       | Björn Goop       | Olle Goop          | 4,42  | 1.15,4 | 1640    |
| 2008 | Turbo Viking      | Leif Witasp      | Leif Witasp        | 3,00  | 1.15,5 | 1640    |